# Isola di Baffin
L'Isola di Baffin, detta anche Terra di Baffin, appartenente al Territorio canadese del Nunavut, è la più grande (476.065 km², 11.000 ab.) dell'Arcipelago artico canadese e la quinta per estensione nel mondo. Sull'isola ha sede la cittadina di Iqaluit, capitale amministrativa del Territorio del Nunavut.

## Storia
L'Isola di Baffin è abitata, probabilmente da molti millenni, dalle popolazioni Inuit. Le tracce degli insediamenti più antichi risalgono al 2400 a.C. circa; furono trovate a Cape Dorset, al sud-ovest dell'isola. L'isola fu scoperta nel 1576 dal navigatore inglese Martin Frobisher, ma era stata citata già nel 986 nella saga vichinga di Leif Erikson sotto l'appellativo di Helluland. Nel 1615-1616 il navigatore William Baffin ne esplorò la costa meridionale in occasione della spedizione volta a trovare il supposto passaggio a nord-ovest. Nel XIX secolo l'esploratore artico William Edward Parry chiamerà l'isola Terra di Baffin in omaggio appunto all'esploratore inglese. Il primo che riuscì a completare la navigazione nel passaggio fu, nel 1906, il norvegese Roald Amundsen, lo stesso che 5 anni dopo raggiunse per primo il polo sud.

## Geografia
A nord-est l'isola è divisa dalla Groenlandia dalla baia di Baffin e dallo stretto di Davis. A sud lo stretto di Hudson la separa dalla penisola di Ungava del Labrador. A ovest si affaccia sul golfo di Boothia e sul Prince Regent Inlet, nonché sul bacino di Foxe che con lo stretto di Fury e Hecla la separano dalla penisola di Melville. 
Sempre a ovest il canale di Foxe la divide dall'isola di Southampton. A nord si affaccia sullo stretto di Lancaster che la separa dell'isola di Devon. L'isola è montuosa (altezza massima 2.600 m) ed è in gran parte ricoperta di ghiacci. Nella parte meridionale scorre il fiume Soper. È attraversata dalla Cordigliera Artica, la principale catena montuosa delle terre settentrionali del Canada.